# Patrick Boileau
Pour les articles homonymes, voir Patrick Boileau (batteur) et Boileau.
Patrick Boileau (né le 22 février 1975 à Montréal dans la province de Québec) est un joueur canadien professionnel  retraité de hockey sur glace. Il a évolué en tant que défenseur pour les Capitals de Washington, les Red Wings de Détroit et les Penguins de Pittsburgh. Depuis 2008, il participe régulièrement à l'émission de sports La zone à Radio-Canada.

## Carrière
Boileau a commencé dans la Ligue de hockey junior majeur du Québec en jouant pour le Titan de Laval en 1992-93. Il est alors choisi par les Capitals de Washington au cours du repêchage d'entrée dans la Ligue nationale de hockey de 1993 en troisième ronde (69e choix au total).
Il continue dans la LHJMQ et reçoit à la fin de la saison 1993-94 deux trophées qui récompensent la même chose mais à deux niveaux différents. Ainsi, il reçoit le trophée Marcel-Robert de la LHJMQ et le prix de l'étudiant la saison LCH pour ses résultats sportifs et scolaires.
Il fait ses débuts dans la LNH en saison 1996-1997 de la LNH mais ne joue qu'un match. Le reste de la saison, il joue dans l'équipe école de la franchise des Capitals: les Pirates de Portland de la Ligue américaine de hockey.
En 2002, il rejoint les Red Wings de Détroit puis un an plus tard les Penguins de Pittsburgh. Encore une fois, il n'arrive pas à avoir une place fixe de titulaire et il passe beaucoup de temps avec les Penguins de Wilkes-Barre/Scranton de la LAH dont il est le capitaine par roulement avec Tom Kostopoulos et Kris Beech.
En 2004, il quitte l'Amérique du Nord et rejoint la Suisse et le Lausanne Hockey Club de la Ligue nationale A (LNA). Il change encore une fois d'équipe et rejoint en 2005 l'Allemagne et les Frankfurt Lions puis pour la saison 2006-07, les Hamburg Freezers. Depuis la saison 2007-08, il évolue dans la LNAH.

## Statistiques
Pour les significations des abréviations, voir Statistiques du hockey sur glace.
| Saison     | Équipe                                    | Ligue      |     | Saison régulière | Saison régulière | Saison régulière | Saison régulière | Saison régulière |   | Séries éliminatoires | Séries éliminatoires | Séries éliminatoires | Séries éliminatoires | Séries éliminatoires |
| Saison     | Équipe                                    | Ligue      | PJ  | B                | A                | Pts              | Pun              | PJ               | B | A                    | Pts                  | Pun                  |                      |                      |
| 1992-1993  | Titan de Laval                            | LHJMQ      | 69  | 4                | 19               | 23               | 73               |                  |   |                      |                      |                      |                      |                      |
| 1993-1994  | Titan de Laval                            | LHJMQ      | 64  | 13               | 57               | 70               | 56               |                  |   |                      |                      |                      |                      |                      |
| 1994-1995  | Titan Collège Français de Laval           | LHJMQ      | 38  | 8                | 25               | 33               | 46               | 20               | 4 | 16                   | 20                   | 24                   |                      |                      |
| 1995-1996  | Pirates de Portland                       | LAH        | 78  | 10               | 28               | 38               | 41               | 19               | 1 | 3                    | 4                    | 12                   |                      |                      |
| 1996-1997  | Pirates de Portland                       | LAH        | 67  | 16               | 28               | 44               | 63               | 5                | 1 | 1                    | 2                    | 4                    |                      |                      |
| 1996-1997  | Capitals de Washington                    | LNH        | 1   | 0                | 0                | 0                | 0                |                  |   |                      |                      |                      |                      |                      |
| 1997-1998  | Pirates de Portland                       | LAH        | 47  | 6                | 21               | 27               | 53               | 10               | 0 | 1                    | 1                    | 8                    |                      |                      |
| 1998-1999  | Capitals de Washington                    | LNH        | 4   | 0                | 1                | 1                | 2                |                  |   |                      |                      |                      |                      |                      |
| 1998-1999  | Pirates de Portland                       | LAH        | 52  | 6                | 18               | 24               | 52               |                  |   |                      |                      |                      |                      |                      |
| 1998-1999  | Ice d'Indianapolis                        | LIH        | 29  | 8                | 13               | 21               | 27               | 4                | 0 | 1                    | 1                    | 2                    |                      |                      |
| 1999-2000  | Pirates de Portland                       | LAH        | 63  | 2                | 15               | 17               | 61               | 4                | 0 | 0                    | 0                    | 4                    |                      |                      |
| 2000-2001  | Pirates de Portland                       | LAH        | 77  | 6                | 14               | 20               | 50               | 3                | 0 | 0                    | 0                    | 8                    |                      |                      |
| 2001-2002  | Pirates de Portland                       | LAH        | 75  | 17               | 19               | 36               | 43               |                  |   |                      |                      |                      |                      |                      |
| 2001-2002  | Capitals de Washington                    | LNH        | 2   | 0                | 0                | 0                | 2                |                  |   |                      |                      |                      |                      |                      |
| 2002-2003  | Griffins de Grand Rapids                  | LAH        | 23  | 2                | 11               | 13               | 39               |                  |   |                      |                      |                      |                      |                      |
| 2002-2003  | Red Wings de Détroit                      | LNH        | 25  | 2                | 6                | 8                | 14               |                  |   |                      |                      |                      |                      |                      |
| 2003-2004  | Penguins de WBS                           | LAH        | 51  | 6                | 29               | 35               | 43               | 24               | 3 | 9                    | 12                   | 2                    |                      |                      |
| 2003-2004  | Penguins de Pittsburgh                    | LNH        | 16  | 3                | 4                | 7                | 8                |                  |   |                      |                      |                      |                      |                      |
| 2004-2005  | Lausanne HC                               | LNA        | 29  | 7                | 12               | 19               | 38               |                  |   |                      |                      |                      |                      |                      |
| 2005-2006  | Frankfurt Lions                           | DEL        | 52  | 7                | 21               | 28               | 52               |                  |   |                      |                      |                      |                      |                      |
| 2006-2007  | Hamburg Freezers                          | DEL        | 25  | 4                | 6                | 10               | 32               |                  |   |                      |                      |                      |                      |                      |
| 2007-2008  | Summum-Chiefs de Saint-Jean-sur-Richelieu | LNAH       | 39  | 10               | 42               | 52               | 28               | 6                | 1 | 5                    | 6                    | 2                    |                      |                      |
| Totaux LNH | Totaux LNH                                | Totaux LNH | 48  | 5                | 11               | 16               | 26               |                  |   |                      |                      |                      |                      |                      |
| Totaux LAH | Totaux LAH                                | Totaux LAH | 533 | 71               | 183              | 254              | 445              | 65               | 5 | 14                   | 19                   | 38                   |                      |                      |